# Ordres de grandeur de densité surfacique
Ce tableau donne quelques ordres de grandeur de densité surfacique, c'est-à-dire de répartition d'une grandeur physique (population d'objets ou de personnes, masse, charge électrique, etc.) sur une surface.

## Exemples
| Ordre de grandeur (m−2) | Valeur calculée (m−2) | Grandeur mesurée                                                                                                  |
| ----------------------- | --------------------- | --- |
| 10-6                    | 1,3 × 10-6            | Nombre d'habitants au mètre carré sur toute la surface de la planète Terre (océans compris, soit 510 065 700 km2) |
| 10-4                    | 1,12 × 10-4           | Nombre d'habitants au mètre carré en France                                                                       |
| 106                     | 1 × 106               | Nombre de nœuds au mètre carré pour un tapis en soie                                                              |
| 1011                    | 1 × 1011              | Nombre de cellules photosensibles par mètre carré sur la rétine de l'homme                                        |
| 1012                    | 2,8 × 1012            | Nombre de transistors par mètre carré sur un processeur de dernière génération en 2011                            |